# Haplochromis parorthostoma
Haplochromis parorthostoma es una especie de peces de la familia Cichlidae en el orden Perciformes.

## Morfología
Los machos podían llegar alcanzar los 7 cm de longitud total.

## Hábitat
Es una especie de clima tropical que vivía hasta los 12 m de profundidad.

## Distribución geográfica
Se encontraba en África: lago Victoria.